# Krasnodólne
Krasnodólne (en (ucraïnès): Краснодольне) és un poble de la República Autònoma de Crimea a Ucraïna, que el 2014 tenia 321 habitants. Pertany al districte rural de Djankoi.